# Datong
Datong é uma cidade da província de Xanxim, na China. Localiza-se nas proximidades da Grande Muralha. Tem cerca de 1339 mil habitantes. Foi fundada no século IV.

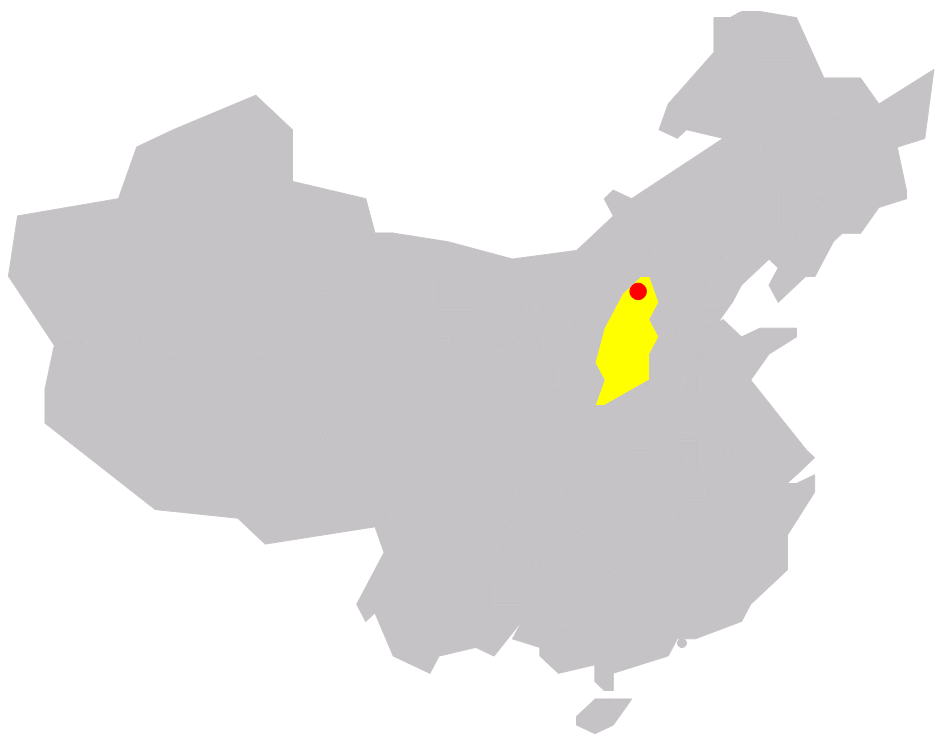
Localização de Datong